# Quelle sporche anime dannate
Quelle sporche anime dannate è un film del 1971, diretto da Luigi Batzella sotto lo pseudonimo di Paolo Solvay.

## Trama
Tom, un pistolero, decide di vendicare il fratello Jerry ucciso in una rapina da un certo Ringo Braun, ma si ritrova a difendere i contadini perseguitati dal ricco proprietario terriero Shannon che si scoprirà essere il mandante dell'assassino del fratello.